# 貝徹斯特大道車站
貝徹斯特大道（英語：Baychester Avenue station）是紐約地鐵IRT代里大道線的一個地鐵站，位於布朗克斯貝徹斯特大道及特洛特森大道的交界，設有2號線（僅週末停站）及5號線（僅平日停站）列車服務。

## 車站結構
| P 月台層 | 側式月台，右側開門 | 側式月台，右側開門                                                                       |
| P 月台層 | 北行               | 往伊斯徹斯特-代里大道（總站）                                                            |
| P 月台層 | 北行快速           | 道床                                                                                     |
| P 月台層 | 南行快速           | 無定期服務                                                                               |
| P 月台層 | 南行               | 往夫拉特布殊大道-布魯克林學院（平日）/滾球綠地（平日深夜）/東180街（週末深夜）（干丘路） |
| P 月台層 | 側式月台，右側開門 |                                                                                          |
| M        | 夾層               | 往出入口、車站詢問處、MetroCard自動售票機                                                |
| G        | 街道               | 出入口                                                                                   |

此站起初於1912年5月29日作為紐約、威斯徹斯特及波士頓鐵路的慢車停靠站啟用，並於1937年12月12日該鐵路宣佈破產而關閉。1940年，紐約市收購了布朗克斯以南的路段，並於1941年以接駁線形式重啟代里大道與東180街的列車。1957年通往白原路線的天橋啟用後開始直通。
此站設有兩個側式月台和三條軌道，並預留了第四條軌道的空間。此站位於地壘上，地壘帶有下通道以便貝徹斯特大道從下方通過。

## 外部連結
- nycsubway.org—IRT White Plains Road Line: Baychester Avenue
- Station Reporter — 5 Train
- The Subway Nut — Baychester Avenue Pictures （页面存档备份，存于）
- New York, Westchester and Boston Railway - Baychester Avenue StationArchive.today的存檔，存档日期2013-01-31
- Baychester Avenue entrance from Google Maps Street View （页面存档备份，存于）
- Platforms from Google Maps Street View